# Myiotheretes
A Myiotheretes a madarak (Aves) osztályának verébalakúak (Passeriformes) rendjébe és a királygébicsfélék (Tyrannidae) családjába tartozó nem.

## Rendszerezésük
A nemet Carl Reichenbach írta le 1850-ben, az alábbi 4 faj tartozik ide:
- Myiotheretes fumigatus
- Myiotheretes fuscorufus
- Myiotheretes striaticollis
- Myiotheretes pernix

## Előfordulásuk
A Sierra Nevada de Santa Marta és az Andok hegységben honosak. Természetes élőhelyei a szubtrópusi és trópusi hegyi esőerdők és magaslati cserjések. Állandó, nem vonuló fajok.

## Megjelenésük
Testhosszuk 18-23 centiméter közötti.

## Életmódjuk
Rovarokkal táplálkoznak.